# 3-idrossi-2-metilbutirril-CoA deidrogenasi
La 3-idrossi-2-metilbutirril-CoA deidrogenasi è un enzima appartenente alla classe delle ossidoreduttasi, che catalizza la seguente reazione:
(2S,3S)-3-idrossi-2-metilbutanoil-CoA + NAD+ ⇄ 2-metilacetoacetil-CoA + NADH + H+
L'enzima agisce anche, più lentamente, sul (2S,3S)-2-idrossi-3-metilpentanoil-CoA.